# 恵新西街南口駅
恵新西街南口駅（けいしんせいがいみなみぐちえき）は、中華人民共和国北京市朝陽区に位置する北京地下鉄の駅。

## 利用可能な路線
北京地下鉄
■5号線
■10号線

## 駅構造

### 5号線
島式ホーム1面2線を有する地下駅。地下1階にホームがある。開業当初からホームドア設置。

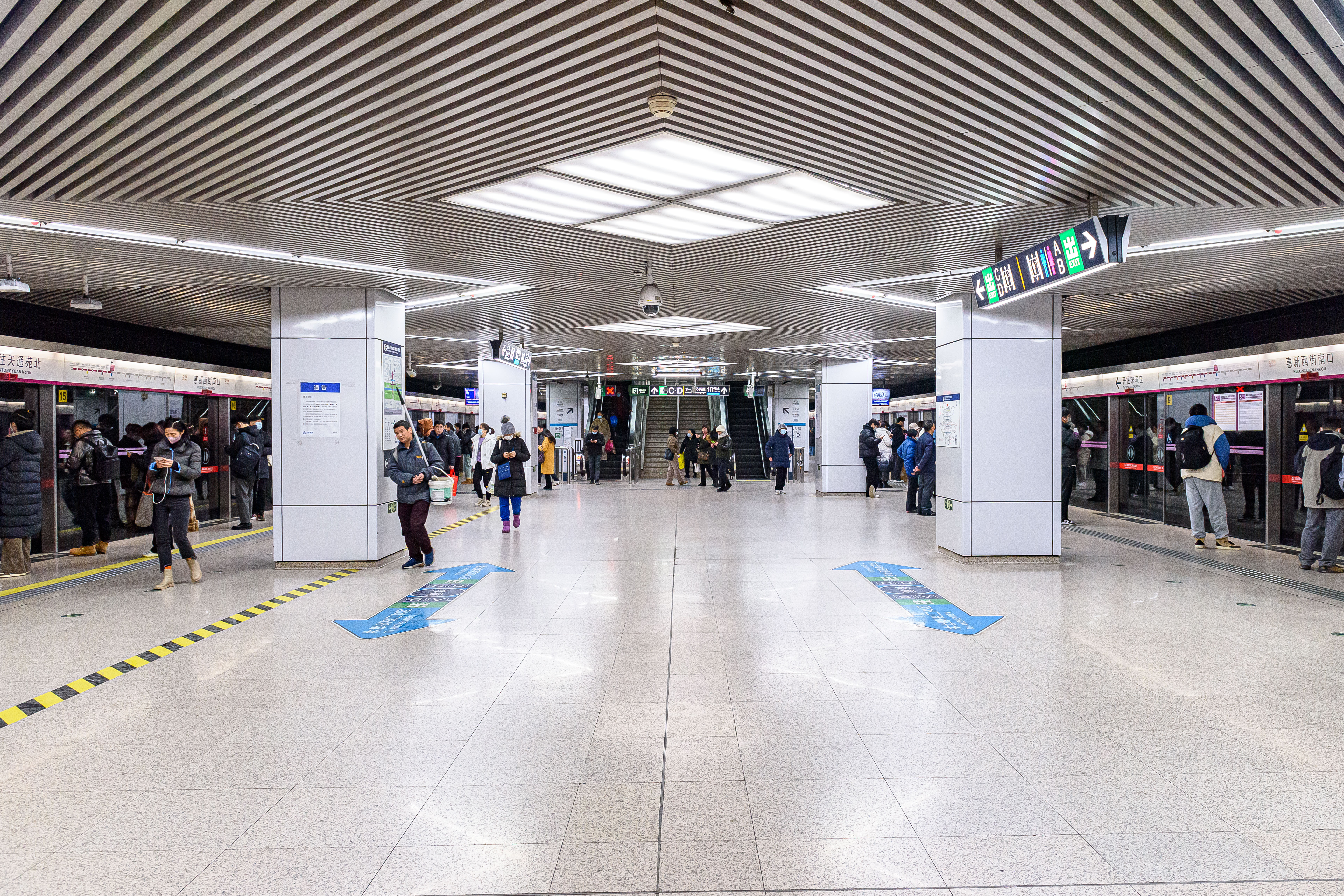
ホーム

### 10号線
相対式ホーム2面2線を有する地下駅。地下2階にホームがある。開業当初からホームドア設置。

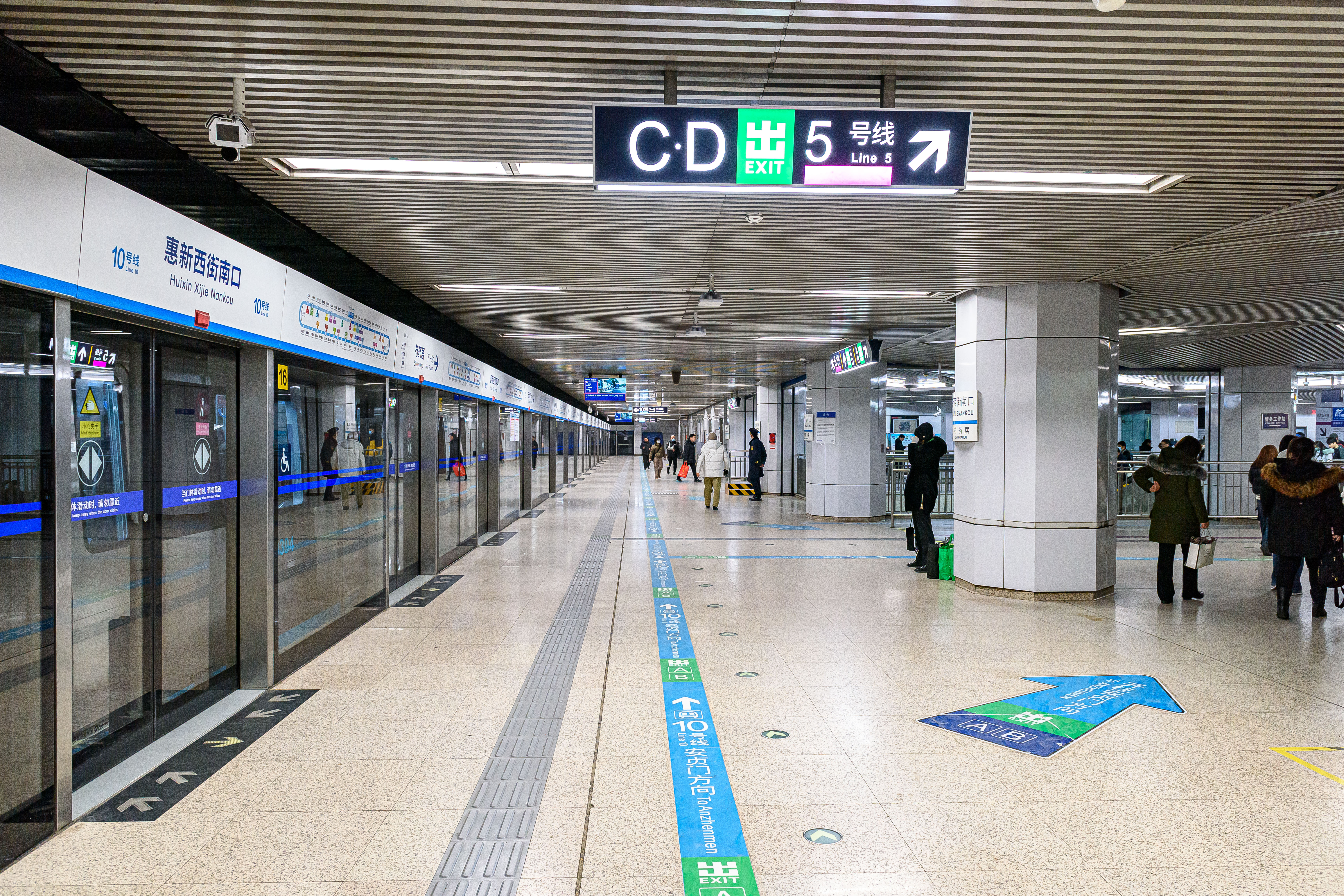
内回りホーム

## 駅周辺
- 元大都
- 中日友好医院
- 対外経済貿易大学

## 歴史
- 2007年10月7日 - 5号線開業。
- 2008年7月19日 - 10号線が開業し当駅に接続。

## 隣の駅
北京地下鉄
■5号線
和平西橋駅 - 恵新西街南口駅 - 恵新西街北口駅
■10号線
安貞門駅 - 恵新西街南口駅 - 芍薬居駅
座標: 北緯39度58分33秒 東経116度24分41秒 / 北緯39.97591度 東経116.41133度